# Medenbach (Wiesbaden)
Pour les articles homonymes, voir Medenbach.
Medenbach est un quartier de la ville de Wiesbaden en Allemagne.